# Donatella Finocchiaro
Donatella Finocchiaro (Catania, 16 novembre 1970) è un'attrice italiana.

## Biografia
Dopo il liceo classico frequenta la Facoltà di Giurisprudenza dell'Università degli Studi di Catania. Inizia a frequentare corsi di canto, danza e recitazione, scoprendo la sua passione per il teatro che la porta a Roma, dove continuerà a frequentare altri corsi fino al suo debutto nel 1996 al Teatro dell'Orologio: una parentesi che dura solo 6 mesi. Ritorna a Catania per finire gli esami e laurearsi in Giurisprudenza nell'ottobre dello stesso anno. Durante la preparazione della tesi partecipa ai provini per la scuola di recitazione del Teatro Stabile di Catania, dove viene ammessa poco dopo. Si sposa con l'attore di teatro Bruno Torrisi, dal quale si separerà anni dopo.
Dividendosi tra la pratica di avvocato e le lezioni di dizione, comincia a lavorare nel teatro e ad allontanarsi sempre più dalle aule giudiziarie. Nel 2001 si presenta ad un casting per il nuovo film di Roberta Torre, viene scelta e diventa la protagonista di Angela. Il film, dopo la partecipazione al Festival di Cannes, viene proiettato in numerosi festival internazionali, dove Donatella vince vari premi come miglior attrice.
La sua carriera prosegue lavorando con registi come Roberto Andò, Giuseppe Tornatore, Marco Bellocchio, Mimmo Calopresti, Edoardo Winspeare e ancora Roberta Torre, Emanuele Crialese e Pupi Avati.
In teatro è diretta, tra gli altri, da Luca Ronconi, Gigi Dall'Aglio, Ninni Bruschetta, Giampiero Cicciò, Andrea De Rosa.
Esordisce alla regia nel 2011 con il documentario Andata e Ritorno, presentato alla 68ª Mostra Internazionale d'Arte Cinematografica di Venezia nella sezione Controcampo Italiano.
In teatro, sempre nel 2011, interpreta per la Rai il ruolo di Maria in Questi fantasmi! di Eduardo De Filippo.
Esordisce in televisione, nel 2013, nella trasmissione di Rai 1 Riusciranno i nostri eroi, al fianco di Max Giusti, Laura Chiatti e Cristiano Malgioglio.
Nel luglio 2014 ha una figlia dal compagno Edoardo Morabito.
Nel 2015 è in scena con Le supplici di Eschilo al teatro greco di Siracusa con la regia di Moni Ovadia e Mario Incudine.

## Filmografia

### Cinema
- Angela, regia di Roberta Torre (2002)
- Perdutoamor, regia di Franco Battiato (2003)
- Il fantasma di Corleone, regia di Marco Amenta (2004)
- Se devo essere sincera, regia di Davide Ferrario (2004)
- Sulla mia pelle, regia di Valerio Jalongo (2005)
- Amatemi, regia di Renato De Maria (2005)
- Viaggio segreto, regia di Roberto Andò (2006)
- Sorelle, regia di Marco Bellocchio (2006)
- Non prendere impegni stasera, regia di Gianluca Maria Tavarelli (2006)
- Il regista di matrimoni, regia di Marco Bellocchio (2006)
- La fiamma sul ghiaccio, regia di Umberto Marino (2006)
- L'abbuffata, regia di Mimmo Calopresti (2007)
- Il dolce e l'amaro, regia di Andrea Porporati (2007)
- Amore che vieni, amore che vai, regia di Daniele Costantini (2008)
- Galantuomini, regia di Edoardo Winspeare (2008)
- Baarìa, regia di Giuseppe Tornatore (2009)
- Prove per una tragedia siciliana (Rehearsal for a Sicilian Tragedy), regia di Roman Paska (2009)
- Sorelle Mai, regia di Marco Bellocchio (2010)
- I baci mai dati, regia di Roberta Torre (2010)
- Manuale d'amore 3, regia di Giovanni Veronesi (2011)
- Senza arte né parte, regia di Giovanni Albanese (2011)
- Terraferma, regia di Emanuele Crialese (2011)
- Andata e ritorno, regia di Donatella Finocchiaro – documentario (2011)
- La voce di Rosa, regia di Nello Correale – documentario (2011)
- To Rome with Love, regia di Woody Allen (2012)
- Non lo so ancora, regia di Fabiana Sargentini (2012)
- Sulla strada di casa, regia di Emiliano Corapi (2012)
- Marina, regia di Stijn Coninx (2013)
- La logica delle cose, regia di Andrea Baracco (2013)
- I fantasmi di San Berillo, regia di Edoardo Morabito – documentario (2013)
- War Story, regia di Mark Jackson (2014)
- Mio papà, regia di Giulio Base (2014)
- L'accabadora regia di Enrico Pau (2015)
- Assolo, regia di Laura Morante (2016)
- Tutto quello che vuoi, regia di Francesco Bruni (2017)
- Nato a Casal di Principe, regia di Bruno Oliviero (2017)
- Tulipani - Amore, onore e una bicicletta (Tulipani: Liefde, eer en een fiets), regia di Mike van Diem (2017)
- Gli sdraiati, regia di Francesca Archibugi (2017)
- Youtopia, regia di Berardo Carboni (2018)
- Beate, regia di Samad Zarmandili (2018)
- Capri-Revolution, regia di Mario Martone (2018)
- La fuga, regia di Sandra Vannucchi (2019)
- Nonostante la nebbia, regia di Goran Paskaljević (2019)
- Il delitto Mattarella, regia di Aurelio Grimaldi (2020)
- Le sorelle Macaluso, regia di Emma Dante (2020)
- Sulla stessa onda, regia di Massimiliano Camaiti (2021)
- Upside Down, regia di Luca Tornatore (2021)
- Bentornato papà, regia di Domenico Fortunato (2021)
- La stranezza, regia di Roberto Andò (2022)
- Paradiso in vendita, regia di Luca Barbareschi (2024)
- L'amore che ho, regia di Paolo Licata (2024)
- E poi si vede, regia di Giovanni Calvaruso (2025)

### Televisione
- Aldo Moro - Il presidente, regia di Gianluca Maria Tavarelli – miniserie TV (2008)
- 'O professore, regia di Maurizio Zaccaro – miniserie TV (2008)
- Donne assassine, regia di Herbert Simone Paragnani – serie TV, episodio Veronica (2008)
- Crimini, regia di Ivano De Matteo – serie TV, episodio 2x02 (2010)
- Questi fantasmi, regia di Franza Di Rosa – film TV (2011)
- Il bambino cattivo, regia di Pupi Avati – film TV (2013)
- Riusciranno i nostri eroi – varietà TV, co-conduttrice (2013)
- Una villa per due, regia di Fabrizio Costa – film TV (2014)
- Squadra mobile 2 – serie TV, 16 episodi (2017)
- Trust – serie TV, episodi 1x07, 1x08 e 1x10 (2018)
- La stagione della caccia - C'era una volta Vigata, regia di Roan Johnson – film TV (2019)
- L'Aquila - Grandi speranze, regia di Marco Risi – serie TV (2019)
- Io, una giudice popolare al Maxiprocesso, regia di Francesco Miccichè – docufilm (2020)
- Sorelle per sempre, regia di Andrea Porporati – film TV (2021)
- Monterossi, regia di Roan Johnson – serie TV (2022-2023)
- I leoni di Sicilia, regia di Paolo Genovese – serie TV (2023)
- ACAB - La serie, regia di Michele Alhaique – serie TV (2025)

### Cortometraggi
- All human rights for all, regia di Giorgio Treves (2008)
- Il mare si è fermato, regia di Alessandro Capitani (2009)
- Giovanni e Paolo e il mistero dei pupi, regia di Rosalba Vitellaro – animazione (2010)
- La missione di 3P, regia di Rosalba Vitellaro – animazione (2012)
- Convitto Falcone, regia di Pasquale Scimeca (2012)
- Meglio se stai zitta, regia di Elena Burika  (2013)
- Diventano Mare, regia di Duilio Scalici (2018)
- Buon compleanno Carlo Verdone!, regia di Marco Spagnoli (2018)
- She fights, regia di Nicola Martini (2019)
- Silenzio al silenzio, regia di Daniele Gangemi (2019)
- Ninnaò, regia di Ernesto Censori (2019)
- Una nuova prospettiva, regia di Emanuela Ponzano (2020)

### Regia
- Andata e ritorno, documentario (2011)

## Teatro
- Pipino il breve, regia di G. Di Martino (1997)
- La figlia di Iorio, di Gabriele D'Annunzio, regia di Melo Freni (1997)
- U' contra, di Nino Martoglio, regia di S. Giordano (1999)
- Le troiane, da Euripide e Seneca, regia di Micha van Hoecke (1999)
- Le mosche, di Jean-Paul Sartre, regia di Gioacchino Palumbo (1999)
- Cagliostro, ideazione e regia di Lech Raczak (1999)
- Il giardino dei ciliegi, di Anton Čechov, regia di Gioacchino Palumbo (2000)
- Cavalleria rusticana, regia di Giorgio Pressburger (2001)
- Prometeo incatenato, di Eschilo, regia di Luca Ronconi, Teatro greco di Siracusa (2002)
- Le Baccanti, di Euripide, regia di Luca Ronconi, Teatro greco di Siracusa (2002)
- Le rane, di Aristofane, regia di Luca Ronconi, Teatro greco di Siracusa (2002)
- Frida - Albero della speranza sii solido, testo e regia di Gioacchino Palumbo (2003)
- L'istruttoria - Atti del processo in morte di Giuseppe Fava, di Claudio Fava e Ninni Bruschetta, regia di Ninni Bruschetta (2005)
- Don Giovanni - Il dissoluto assolto, di Azio Corghi, regia di Andrea De Rosa (2005)
- Il ritorno di Euridice, regia di Clara Gebbia (2006)
- Lunga, la strada. Chi era Aleksandr Vertinskij?, di Paolo Nori, regia di Gigi Dall'Aglio (2006)
- Un bellissimo novembre, adattamento di Gaetano Savatteri e Luigi Galluzzo, regia di Mario Missiroli (2008)
- La ciociara, di Annibale Ruccello dal romanzo di Alberto Moravia, regia di Roberta Torre (2011-2012)[5]
- Le supplici, di Eschilo, regia di Moni Ovadia, Teatro greco di Siracusa (2015)
- Lampedusa, di Anders Lustgarten con Fabio Troiano, regia di Gianpiero Borgia, prodotto BAM Teatro in coproduzione con Teatro Eliseo e Mittelfest 2017 (2017)[6]
- Taddrarite, testo e regia di Luana Rondinelli (2020)
- Il filo di mezzogiorno di Goliarda Sapienza, regia di Mario Martone (2021)
- Il commissario Collura va in crociera, di Andrea Camilleri, regia di Davide Barbato (2021)
- La lupa, di Giovanni Verga, regia di Donatella Finocchiaro (2022)
- Thérèse, testo e regia di Stefano Ricci (2025)

## Riconoscimenti
- Globo d'oro 2003 come miglior attrice rivelazione per Angela
- Globo d'oro 2006 come miglior attrice rivelazione per Il regista di matrimoni
- Premio Miglior attrice protagonista al Tokyo International Film Festival 2002
- Premio Marcello Mastroianni 2003
- Premio Etruria cinema 2003
- Miglior attrice protagonista al Festival internazionale del film di Roma per l'interpretazione in Galantuomini (2008)
- Premio Anna Magnani miglior attrice protagonista al Bif&st per l'interpretazione in Galantuomini (2009)
- Globi d'oro 2021 come miglior attrice protagonista (ex aequo con Simona Malato) per Le sorelle Macaluso
- Premi Flaiano 2022 come miglior interpretazione teatrale per Il filo di mezzogiorno

## Curiosità
- Una foto di scena che la ritrae durante le riprese de Il regista di matrimoni è stata scelta per la copertina de Il Morandini (2007), dizionario dei film ideato da Morando Morandini.